# Триллиан
Триша МакМиллан, или Триллиан, — персонаж цикла юмористических научно-фантастических романов британского писателя Дугласа Адамса, известных под общим названием «Автостопом по галактике» или «Путеводитель для путешествующих по галактике автостопом». Судя по киноверсии, второе имя Триши — Мэри.

## Внешность
В первой книге серии (гл. 4) описана её внешность: гуманоидной расы, стройная, смуглая, с длинными чёрными волнистыми волосами, полными губами, вздёрнутым носиком и карими глазами".
На Дамогране она носила длинное коричневое переливчатое платье и повязывала на голове шарф. (I-4)

## Биография

### Радиопостановка
В радиопостановках Триллиан была похищена и насильственно выдана замуж за президента Анголианской Главы Галактического клуба деловых людей, в связи с чем в последующих постановках она не появлялась. В более поздних радиопостановках было сказано, что всё это, скорее всего, происходило в искусственной вселенной в пределах офисов «Путеводителя».

### Романы
Зафод повстречал её «во время одного из своих круизов инкогнито». Затем она оказалась на Дамогране, где строили корабль «Золотое сердце». Она часто сопровождала Библброкса и «всегда говорила ему всё, что она о нем думает.»
Триллиан — прекрасный математик и астрофизик. На одной вечеринке где-то в Ислингтоне с ней попытался завести разговор Артур Дент, главный герой книг, однако ему помешал президент галактики Зафод Библброкс, с которым Триллиан позже покинула вечеринку. Он и ответственен за прозвище «Триллиан». Её следующая встреча с Артуром произошла на звездолёте «Золотое сердце» спустя шесть месяцев после злополучной вечеринки и вскоре после уничтожения планеты Земли вогонами.
Она спасает Вселенную от криккитян и становится репортёром под именем Триллиан Астра.

### Фильм
В черновиках сценария к киноверсии Триллиан была получеловеком, что являлось полным расхождением с тем, что писал Дуглас Адамс. Сделать Триллиан получеловеком хотели по большей части для того, чтобы подчеркнуть одиночество Артура Дента, который остался единственным полноценным человеком после уничтожения Земли.
События, показанные в киноверсии, отличаются от описанных Адамсом в его книгах. В фильме главная эмоциональная интрига разворачивается вокруг любовного треугольника между Триллиан, Артуром и Зафодом. Вначале Артур привлёк Триллиан, когда они встретились на Земле, однако позже она разочаровалась в нём в связи с его нерешительностью. В ходе их путешествия Триллиан поняла, что Зафод был бы более интересным вариантом для неё, однако только Артур по-настоящему думал о ней. В книгах Триллиан была матерью Рэндом Дент, их с Артуром «случайной дочери».

## За кулисами
В радиопостановках роль Триллиан исполнила Сьюзен Шеридан, в телевизионном сериале — Сандра Дикинсон, которая также приняла участие в поздних радиопостановках. В киноверсии Тришу сыграла Зоуи Дешанель.
В честь Триллиан был назван интернет-мессенджер Trillian. Название четвёртой версии этого мессенджера — Astra — также является отсылкой к роману Адамса.